# Tirreno-Adriático 2019
La 54.ª edición de la competición ciclista Tirreno-Adriático fue una carrera de ciclismo en ruta por etapas que se celebró entre el 13 y el 19 de marzo de 2019 en Italia con inicio en el municipio de Lido di Camaiore y final en el municipio de San Benedetto del Tronto sobre un recorrido de 1049 kilómetros.
La carrera hizo parte del UCI WorldTour 2019, calendario ciclístico de máximo nivel mundial, siendo la séptima carrera de dicho circuito. El vencedor final fue el esloveno Primož Roglič del Jumbo-Visma seguido del británico Adam Yates del Mitchelton-Scott y el danés Jakob Fuglsang del Astana.

## Equipos participantes
Tomaron parte en la carrera 23 equipos: 18 de categoría UCI WorldTeam; y 5 de categoría Profesional Continental. Formando así un pelotón de 161 ciclistas de los que acabaron 140. Los equipos participantes fueron:
| WorldTeams (18)- AG2R La Mondiale - Astana - Bahrain-Merida - Bora-hansgrohe - CCC Team - Deceuninck-Quick Step - Dimension Data - EF Education First - Groupama-FDJ - Team Jumbo-Visma - Katusha-Alpecin - Lotto Soudal - Mitchelton-Scott - Movistar Team - Sky - Team Sunweb - Trek-Segafredo - UAE Team Emirates Equipos continentales profesionales (5)- Bardiani CSF - Cofidis, Solutions Crédits - Gazprom-RusVelo - Israel Cycling Academy - Neri Sottoli-Selle Italia-KTM |
| |

## Etapas
La Tirreno-Adriático dispuso de siete etapas dividido en una contrarreloj por equipos, dos etapas llanas, dos de media montaña, una etapa de montaña, y una contrarreloj individual para un recorrido total de 1049 kilómetros.
| Etapa     | Fecha     | Recorrido                                           | type                     | Distancia (km) | Ganador            | Líder           |
| --------- | --------- | --------------------------------------------------- | ------------------------ | -------------- | ------------------ | --------------- |
| 1.ª etapa | 13 de mar | Lido di Camaiore – Lido di Camaiore                 | contrarreloj por equipos | 21,5           | Mitchelton-Scott   | Michael Hepburn |
| 2.ª etapa | 14 de mar | Lido di Camaiore – Pomarance                        | etapa de media montaña   | 189            | Julian Alaphilippe | Adam Yates      |
| 3.ª etapa | 15 de mar | Pomarance – Foligno                                 | etapa llana              | 189            | Elia Viviani       | Adam Yates      |
| 4.ª etapa | 16 de mar | Foligno – Fossombrone                               | etapa escarpada          | 223            | Alexéi Lutsenko    | Adam Yates      |
| 5.ª etapa | 17 de mar | Colli al Metauro – Recanati                         | etapa de media montaña   | 178            | Jakob Fuglsang     | Adam Yates      |
| 6.ª etapa | 18 de mar | Matelica – Jesi                                     | etapa llana              | 195            | Julian Alaphilippe | Adam Yates      |
| 7.ª etapa | 19 de mar | San Benedetto del Tronto – San Benedetto del Tronto | contrarreloj individual  | 10,5           | Victor Campenaerts | Primož Roglič   |

## Desarrollo de la carrera

### 1.ª etapa
| Lido di Camaiore - Lido di Camaiore | contrarreloj por equipos | (21,5 km) |

| \| Clasificación de la etapa \| Clasificación de la etapa \| Clasificación de la etapa \| Clasificación de la etapa \| Clasificación de la etapa \| Clasificación de la etapa \| \| Equipo \| Equipo \| Tiempo \| Diferencia \| Promedio \| \| \| ------------------------- \| ------------------------- \| ------------------------- \| ------------------------- \| ------------------------- \| ------------------------- \| \| 1.º \| Mitchelton-Scott \| 22 min 25 s \| 0 s \| 57.546 km/h \| \| \| 2.º \| Team Jumbo-Visma \| 22 min 32 s \| + 7 s \| 57.249 km/h \| \| \| 3.º \| Team Sunweb \| 22 min 47 s \| + 22 s \| 56.620 km/h \| \| \| 4.º \| Deceuninck-Quick Step \| 23 min 02 s \| + 37 s \| 56.006 km/h \| \| \| 5.º \| Sky \| 23 min 12 s \| + 47 s \| 55.603 km/h \| \| \| 6.º \| Lotto Soudal \| 23 min 19 s \| + 54 s \| 55.325 km/h \| \| \| 7.º \| EF Education First \| 23 min 21 s \| + 56 s \| 55.246 km/h \| \| \| 8.º \| Groupama-FDJ \| 23 min 23 s \| + 58 s \| 55.167 km/h \| \| \| 9.º \| Israel Cycling Academy \| 23 min 30 s \| + 1 min 05 s \| 54.894 km/h \| \| \| 10.º \| Bahrain-Merida \| 23 min 35 s \| + 1 min 10 s \| 54.700 km/h \| \| |                        |             |              |             |
| |                        |             |              |             |
| Fuente: ProCyclingStats |                        |             |              |             |
| Clasificación de la etapa |                        |             |              |             |
| Equipo | Equipo                 | Tiempo      | Diferencia   | Promedio    |
| 1.º | Mitchelton-Scott       | 22 min 25 s | 0 s          | 57.546 km/h |
| 2.º | Team Jumbo-Visma       | 22 min 32 s | + 7 s        | 57.249 km/h |
| 3.º | Team Sunweb            | 22 min 47 s | + 22 s       | 56.620 km/h |
| 4.º | Deceuninck-Quick Step  | 23 min 02 s | + 37 s       | 56.006 km/h |
| 5.º | Sky                    | 23 min 12 s | + 47 s       | 55.603 km/h |
| 6.º | Lotto Soudal           | 23 min 19 s | + 54 s       | 55.325 km/h |
| 7.º | EF Education First     | 23 min 21 s | + 56 s       | 55.246 km/h |
| 8.º | Groupama-FDJ           | 23 min 23 s | + 58 s       | 55.167 km/h |
| 9.º | Israel Cycling Academy | 23 min 30 s | + 1 min 05 s | 54.894 km/h |
| 10.º | Bahrain-Merida         | 23 min 35 s | + 1 min 10 s | 54.700 km/h |

| \| Clasificación general \| Clasificación general \| Clasificación general \| Clasificación general \| Clasificación general \| \| Ciclista \| Ciclista \| Equipo \| Tiempo \| \| \| --------------------- \| --------------------- \| --------------------- \| --------------------- \| --------------------- \| \| 1.º \| Michael Hepburn \| Mitchelton-Scott \| 22 h 25 min 00 s \| \| \| 2.º \| Brent Bookwalter \| Mitchelton-Scott \| + 0 s \| \| \| 3.º \| Luke Durbridge \| Mitchelton-Scott \| + 0 s \| \| \| 4.º \| Adam Yates \| Mitchelton-Scott \| + 0 s \| \| \| 5.º \| Alexander Edmondson \| Mitchelton-Scott \| + 3 s \| \| \| 6.º \| Jos van Emden \| Team Jumbo-Visma \| + 7 s \| \| \| 7.º \| Primož Roglič \| Team Jumbo-Visma \| + 7 s \| \| \| 8.º \| Koen Bouwman \| Team Jumbo-Visma \| + 7 s \| \| \| 9.º \| Tony Martin \| Team Jumbo-Visma \| + 7 s \| \| \| 10.º \| Laurens De Plus \| Team Jumbo-Visma \| + 7 s \| \| |                     |                  |                  |
| |                     |                  |                  |
| Fuente: ProCyclingStats |                     |                  |                  |
| Clasificación general |                     |                  |                  |
| Ciclista | Ciclista            | Equipo           | Tiempo           |
| 1.º | Michael Hepburn     | Mitchelton-Scott | 22 h 25 min 00 s |
| 2.º | Brent Bookwalter    | Mitchelton-Scott | + 0 s            |
| 3.º | Luke Durbridge      | Mitchelton-Scott | + 0 s            |
| 4.º | Adam Yates          | Mitchelton-Scott | + 0 s            |
| 5.º | Alexander Edmondson | Mitchelton-Scott | + 3 s            |
| 6.º | Jos van Emden       | Team Jumbo-Visma | + 7 s            |
| 7.º | Primož Roglič       | Team Jumbo-Visma | + 7 s            |
| 8.º | Koen Bouwman        | Team Jumbo-Visma | + 7 s            |
| 9.º | Tony Martin         | Team Jumbo-Visma | + 7 s            |
| 10.º | Laurens De Plus     | Team Jumbo-Visma | + 7 s            |

### 2.ª etapa
| Lido di Camaiore - Pomarance | etapa de media montaña | (189 km) |

| \| Clasificación de la etapa \| Clasificación de la etapa \| Clasificación de la etapa \| Clasificación de la etapa \| Clasificación de la etapa \| \| Ciclista \| Ciclista \| Equipo \| Tiempo \| \| \| ------------------------- \| ------------------------- \| ------------------------- \| ------------------------- \| ------------------------- \| \| 1.º \| Julian Alaphilippe \| Deceuninck-Quick Step \| 4 h 48 min 09 s \| \| \| 2.º \| Greg Van Avermaet \| CCC Team \| + 0 s \| \| \| 3.º \| Alberto Bettiol \| EF Education First \| + 0 s \| \| \| 4.º \| Tiesj Benoot \| Lotto-Soudal \| + 0 s \| \| \| 5.º \| Adam Yates \| Mitchelton-Scott \| + 0 s \| \| \| 6.º \| Valerio Conti \| UAE Team Emirates \| + 0 s \| \| \| 7.º \| Primož Roglič \| Team Jumbo-Visma \| + 0 s \| \| \| 8.º \| Wout Poels \| Team Sky \| + 0 s \| \| \| 9.º \| Jakob Fuglsang \| Astana \| + 0 s \| \| \| 10.º \| Tim Wellens \| Lotto-Soudal \| + 0 s \| \| |                    |                       |                 |
| |                    |                       |                 |
| Fuente: ProCyclingStats |                    |                       |                 |
| Clasificación de la etapa |                    |                       |                 |
| Ciclista | Ciclista           | Equipo                | Tiempo          |
| 1.º | Julian Alaphilippe | Deceuninck-Quick Step | 4 h 48 min 09 s |
| 2.º | Greg Van Avermaet  | CCC Team              | + 0 s           |
| 3.º | Alberto Bettiol    | EF Education First    | + 0 s           |
| 4.º | Tiesj Benoot       | Lotto-Soudal          | + 0 s           |
| 5.º | Adam Yates         | Mitchelton-Scott      | + 0 s           |
| 6.º | Valerio Conti      | UAE Team Emirates     | + 0 s           |
| 7.º | Primož Roglič      | Team Jumbo-Visma      | + 0 s           |
| 8.º | Wout Poels         | Team Sky              | + 0 s           |
| 9.º | Jakob Fuglsang     | Astana                | + 0 s           |
| 10.º | Tim Wellens        | Lotto-Soudal          | + 0 s           |

| \| Clasificación general \| Clasificación general \| Clasificación general \| Clasificación general \| Clasificación general \| \| Ciclista \| Ciclista \| Equipo \| Tiempo \| \| \| --------------------- \| --------------------- \| --------------------- \| --------------------- \| --------------------- \| \| 1.º \| Adam Yates \| Mitchelton-Scott \| 5 h 10 min 34 s \| \| \| 2.º \| Brent Bookwalter \| Mitchelton-Scott \| + 0 s \| \| \| 3.º \| Primož Roglič \| Team Jumbo-Visma \| + 7 s \| \| \| 4.º \| Laurens De Plus \| Team Jumbo-Visma \| + 7 s \| \| \| 5.º \| Søren Kragh Andersen \| Team Sunweb \| + 22 s \| \| \| 6.º \| Tom Dumoulin \| Team Sunweb \| + 22 s \| \| \| 7.º \| Sam Oomen \| Team Sunweb \| + 22 s \| \| \| 8.º \| Julian Alaphilippe \| Deceuninck-Quick Step \| + 27 s \| \| \| 9.º \| Kasper Asgreen \| Deceuninck-Quick Step \| + 37 s \| \| \| 10.º \| Wout Poels \| Team Sky \| + 47 s \| \| |                      |                       |                 |
| |                      |                       |                 |
| Fuente: ProCyclingStats |                      |                       |                 |
| Clasificación general |                      |                       |                 |
| Ciclista | Ciclista             | Equipo                | Tiempo          |
| 1.º | Adam Yates           | Mitchelton-Scott      | 5 h 10 min 34 s |
| 2.º | Brent Bookwalter     | Mitchelton-Scott      | + 0 s           |
| 3.º | Primož Roglič        | Team Jumbo-Visma      | + 7 s           |
| 4.º | Laurens De Plus      | Team Jumbo-Visma      | + 7 s           |
| 5.º | Søren Kragh Andersen | Team Sunweb           | + 22 s          |
| 6.º | Tom Dumoulin         | Team Sunweb           | + 22 s          |
| 7.º | Sam Oomen            | Team Sunweb           | + 22 s          |
| 8.º | Julian Alaphilippe   | Deceuninck-Quick Step | + 27 s          |
| 9.º | Kasper Asgreen       | Deceuninck-Quick Step | + 37 s          |
| 10.º | Wout Poels           | Team Sky              | + 47 s          |

### 3.ª etapa
| Pomarance - Foligno | etapa llana | (189 km) |

| \| Clasificación de la etapa \| Clasificación de la etapa \| Clasificación de la etapa \| Clasificación de la etapa \| Clasificación de la etapa \| \| Ciclista \| Ciclista \| Equipo \| Tiempo \| \| \| ------------------------- \| ------------------------- \| ----------------------------- \| ------------------------- \| ------------------------- \| \| 1.º \| Elia Viviani \| Deceuninck-Quick Step \| 5 h 26 min 45 s \| \| \| 2.º \| Peter Sagan \| Bora-Hansgrohe \| + 0 s \| \| \| 3.º \| Fernando Gaviria \| UAE Team Emirates \| + 0 s \| \| \| 4.º \| Giacomo Nizzolo \| Dimension Data \| + 0 s \| \| \| 5.º \| Jens Keukeleire \| Lotto-Soudal \| + 0 s \| \| \| 6.º \| Davide Cimolai \| Israel Cycling Academy \| + 0 s \| \| \| 7.º \| Clément Venturini \| AG2R La Mondiale \| + 0 s \| \| \| 8.º \| Jasper Stuyven \| Trek-Segafredo \| + 0 s \| \| \| 9.º \| Davide Ballerini \| Astana \| + 0 s \| \| \| 10.º \| Luca Pacioni \| Neri Sottoli-Selle Italia-KTM \| + 0 s \| \| |                   |                               |                 |
| |                   |                               |                 |
| Fuente: ProCyclingStats |                   |                               |                 |
| Clasificación de la etapa |                   |                               |                 |
| Ciclista | Ciclista          | Equipo                        | Tiempo          |
| 1.º | Elia Viviani      | Deceuninck-Quick Step         | 5 h 26 min 45 s |
| 2.º | Peter Sagan       | Bora-Hansgrohe                | + 0 s           |
| 3.º | Fernando Gaviria  | UAE Team Emirates             | + 0 s           |
| 4.º | Giacomo Nizzolo   | Dimension Data                | + 0 s           |
| 5.º | Jens Keukeleire   | Lotto-Soudal                  | + 0 s           |
| 6.º | Davide Cimolai    | Israel Cycling Academy        | + 0 s           |
| 7.º | Clément Venturini | AG2R La Mondiale              | + 0 s           |
| 8.º | Jasper Stuyven    | Trek-Segafredo                | + 0 s           |
| 9.º | Davide Ballerini  | Astana                        | + 0 s           |
| 10.º | Luca Pacioni      | Neri Sottoli-Selle Italia-KTM | + 0 s           |

| \| Clasificación general \| Clasificación general \| Clasificación general \| Clasificación general \| Clasificación general \| \| Ciclista \| Ciclista \| Equipo \| Tiempo \| \| \| --------------------- \| --------------------- \| --------------------- \| --------------------- \| --------------------- \| \| 1.º \| Adam Yates \| Mitchelton-Scott \| 10 h 37 min 19 s \| \| \| 2.º \| Brent Bookwalter \| Mitchelton-Scott \| + 0 s \| \| \| 3.º \| Primož Roglič \| Team Jumbo-Visma \| + 7 s \| \| \| 4.º \| Laurens De Plus \| Team Jumbo-Visma \| + 7 s \| \| \| 5.º \| Tom Dumoulin \| Team Sunweb \| + 22 s \| \| \| 6.º \| Sam Oomen \| Team Sunweb \| + 22 s \| \| \| 7.º \| Søren Kragh Andersen \| Team Sunweb \| + 22 s \| \| \| 8.º \| Julian Alaphilippe \| Deceuninck-Quick Step \| + 27 s \| \| \| 9.º \| Wout Poels \| Team Sky \| + 47 s \| \| \| 10.º \| Jonathan Castroviejo \| Team Sky \| + 47 s \| \| |                      |                       |                  |
| |                      |                       |                  |
| Fuente: ProCyclingStats |                      |                       |                  |
| Clasificación general |                      |                       |                  |
| Ciclista | Ciclista             | Equipo                | Tiempo           |
| 1.º | Adam Yates           | Mitchelton-Scott      | 10 h 37 min 19 s |
| 2.º | Brent Bookwalter     | Mitchelton-Scott      | + 0 s            |
| 3.º | Primož Roglič        | Team Jumbo-Visma      | + 7 s            |
| 4.º | Laurens De Plus      | Team Jumbo-Visma      | + 7 s            |
| 5.º | Tom Dumoulin         | Team Sunweb           | + 22 s           |
| 6.º | Sam Oomen            | Team Sunweb           | + 22 s           |
| 7.º | Søren Kragh Andersen | Team Sunweb           | + 22 s           |
| 8.º | Julian Alaphilippe   | Deceuninck-Quick Step | + 27 s           |
| 9.º | Wout Poels           | Team Sky              | + 47 s           |
| 10.º | Jonathan Castroviejo | Team Sky              | + 47 s           |

### 4.ª etapa
| Foligno - Fossombrone | etapa escarpada | (223 km) |

| \| Clasificación de la etapa \| Clasificación de la etapa \| Clasificación de la etapa \| Clasificación de la etapa \| Clasificación de la etapa \| \| Ciclista \| Ciclista \| Equipo \| Tiempo \| \| \| ------------------------- \| ------------------------- \| ------------------------- \| ------------------------- \| ------------------------- \| \| 1.º \| Alexéi Lutsenko \| Astana \| 5 h 16 min 29 s \| \| \| 2.º \| Primož Roglič \| Team Jumbo-Visma \| + 0 s \| \| \| 3.º \| Adam Yates \| Mitchelton-Scott \| + 0 s \| \| \| 4.º \| Jakob Fuglsang \| Astana \| + 0 s \| \| \| 5.º \| Davide Formolo \| Bora-Hansgrohe \| + 9 s \| \| \| 6.º \| Alberto Bettiol \| EF Education First \| + 23 s \| \| \| 7.º \| Simon Clarke \| EF Education First \| + 23 s \| \| \| 8.º \| Tiesj Benoot \| Lotto-Soudal \| + 23 s \| \| \| 9.º \| Julian Alaphilippe \| Deceuninck-Quick Step \| + 23 s \| \| \| 10.º \| Wout Poels \| Team Sky \| + 23 s \| \| |                    |                       |                 |
| |                    |                       |                 |
| Fuente: ProCyclingStats |                    |                       |                 |
| Clasificación de la etapa |                    |                       |                 |
| Ciclista | Ciclista           | Equipo                | Tiempo          |
| 1.º | Alexéi Lutsenko    | Astana                | 5 h 16 min 29 s |
| 2.º | Primož Roglič      | Team Jumbo-Visma      | + 0 s           |
| 3.º | Adam Yates         | Mitchelton-Scott      | + 0 s           |
| 4.º | Jakob Fuglsang     | Astana                | + 0 s           |
| 5.º | Davide Formolo     | Bora-Hansgrohe        | + 9 s           |
| 6.º | Alberto Bettiol    | EF Education First    | + 23 s          |
| 7.º | Simon Clarke       | EF Education First    | + 23 s          |
| 8.º | Tiesj Benoot       | Lotto-Soudal          | + 23 s          |
| 9.º | Julian Alaphilippe | Deceuninck-Quick Step | + 23 s          |
| 10.º | Wout Poels         | Team Sky              | + 23 s          |

| \| Clasificación general \| Clasificación general \| Clasificación general \| Clasificación general \| Clasificación general \| \| Ciclista \| Ciclista \| Equipo \| Tiempo \| \| \| --------------------- \| --------------------- \| --------------------- \| --------------------- \| --------------------- \| \| 1.º \| Adam Yates \| Mitchelton-Scott \| 15 h 53 min 42 s \| \| \| 2.º \| Primož Roglič \| Team Jumbo-Visma \| + 7 s \| \| \| 3.º \| Tom Dumoulin \| Team Sunweb \| + 50 s \| \| \| 4.º \| Julian Alaphilippe \| Deceuninck-Quick Step \| + 56 s \| \| \| 5.º \| Sam Oomen \| Team Sunweb \| + 56 s \| \| \| 6.º \| Alexéi Lutsenko \| Astana \| + 1 min 06 s \| \| \| 7.º \| Wout Poels \| Team Sky \| + 1 min 16 s \| \| \| 8.º \| Jakob Fuglsang \| Astana \| + 1 min 19 s \| \| \| 9.º \| Alberto Bettiol \| EF Education First \| + 1 min 21 s \| \| \| 10.º \| Simon Clarke \| EF Education First \| + 1 min 25 s \| \| |                    |                       |                  |
| |                    |                       |                  |
| Fuente: ProCyclingStats |                    |                       |                  |
| Clasificación general |                    |                       |                  |
| Ciclista | Ciclista           | Equipo                | Tiempo           |
| 1.º | Adam Yates         | Mitchelton-Scott      | 15 h 53 min 42 s |
| 2.º | Primož Roglič      | Team Jumbo-Visma      | + 7 s            |
| 3.º | Tom Dumoulin       | Team Sunweb           | + 50 s           |
| 4.º | Julian Alaphilippe | Deceuninck-Quick Step | + 56 s           |
| 5.º | Sam Oomen          | Team Sunweb           | + 56 s           |
| 6.º | Alexéi Lutsenko    | Astana                | + 1 min 06 s     |
| 7.º | Wout Poels         | Team Sky              | + 1 min 16 s     |
| 8.º | Jakob Fuglsang     | Astana                | + 1 min 19 s     |
| 9.º | Alberto Bettiol    | EF Education First    | + 1 min 21 s     |
| 10.º | Simon Clarke       | EF Education First    | + 1 min 25 s     |

### 5.ª etapa
| Colli al Metauro - Recanati | etapa de media montaña | (178 km) |

| \| Clasificación de la etapa \| Clasificación de la etapa \| Clasificación de la etapa \| Clasificación de la etapa \| Clasificación de la etapa \| \| Ciclista \| Ciclista \| Equipo \| Tiempo \| \| \| ------------------------- \| ------------------------- \| ------------------------- \| ------------------------- \| ------------------------- \| \| 1.º \| Jakob Fuglsang \| Astana \| 4 h 39 min 32 s \| \| \| 2.º \| Adam Yates \| Mitchelton-Scott \| + 40 s \| \| \| 3.º \| Primož Roglič \| Team Jumbo-Visma \| + 56 s \| \| \| 4.º \| Tom Dumoulin \| Team Sunweb \| + 1 min 39 s \| \| \| 5.º \| Thibaut Pinot \| Groupama-FDJ \| + 1 min 53 s \| \| \| 6.º \| Wout Poels \| Team Sky \| + 1 min 57 s \| \| \| 7.º \| Mads Pedersen \| Trek-Segafredo \| + 2 min 09 s \| \| \| 8.º \| Alexis Vuillermoz \| AG2R La Mondiale \| + 2 min 12 s \| \| \| 9.º \| Tiesj Benoot \| Lotto-Soudal \| + 2 min 12 s \| \| \| 10.º \| Simon Clarke \| EF Education First \| + 2 min 12 s \| \| |                   |                    |                 |
| |                   |                    |                 |
| Fuente: ProCyclingStats |                   |                    |                 |
| Clasificación de la etapa |                   |                    |                 |
| Ciclista | Ciclista          | Equipo             | Tiempo          |
| 1.º | Jakob Fuglsang    | Astana             | 4 h 39 min 32 s |
| 2.º | Adam Yates        | Mitchelton-Scott   | + 40 s          |
| 3.º | Primož Roglič     | Team Jumbo-Visma   | + 56 s          |
| 4.º | Tom Dumoulin      | Team Sunweb        | + 1 min 39 s    |
| 5.º | Thibaut Pinot     | Groupama-FDJ       | + 1 min 53 s    |
| 6.º | Wout Poels        | Team Sky           | + 1 min 57 s    |
| 7.º | Mads Pedersen     | Trek-Segafredo     | + 2 min 09 s    |
| 8.º | Alexis Vuillermoz | AG2R La Mondiale   | + 2 min 12 s    |
| 9.º | Tiesj Benoot      | Lotto-Soudal       | + 2 min 12 s    |
| 10.º | Simon Clarke      | EF Education First | + 2 min 12 s    |

| \| Clasificación general \| Clasificación general \| Clasificación general \| Clasificación general \| Clasificación general \| \| Ciclista \| Ciclista \| Equipo \| Tiempo \| \| \| --------------------- \| --------------------- \| --------------------- \| --------------------- \| --------------------- \| \| 1.º \| Adam Yates \| Mitchelton-Scott \| 20 h 33 min 48 s \| \| \| 2.º \| Primož Roglič \| Team Jumbo-Visma \| + 25 s \| \| \| 3.º \| Jakob Fuglsang \| Astana \| + 35 s \| \| \| 4.º \| Tom Dumoulin \| Team Sunweb \| + 1 min 55 s \| \| \| 5.º \| Julian Alaphilippe \| Deceuninck-Quick Step \| + 2 min 34 s \| \| \| 6.º \| Wout Poels \| Team Sky \| + 2 min 39 s \| \| \| 7.º \| Thibaut Pinot \| Groupama-FDJ \| + 2 min 46 s \| \| \| 8.º \| Sam Oomen \| Team Sunweb \| + 2 min 58 s \| \| \| 9.º \| Simon Clarke \| EF Education First \| + 3 min 03 s \| \| \| 10.º \| Rui Alberto Costa \| UAE Team Emirates \| + 3 min 26 s \| \| |                    |                       |                  |
| |                    |                       |                  |
| Fuente: ProCyclingStats |                    |                       |                  |
| Clasificación general |                    |                       |                  |
| Ciclista | Ciclista           | Equipo                | Tiempo           |
| 1.º | Adam Yates         | Mitchelton-Scott      | 20 h 33 min 48 s |
| 2.º | Primož Roglič      | Team Jumbo-Visma      | + 25 s           |
| 3.º | Jakob Fuglsang     | Astana                | + 35 s           |
| 4.º | Tom Dumoulin       | Team Sunweb           | + 1 min 55 s     |
| 5.º | Julian Alaphilippe | Deceuninck-Quick Step | + 2 min 34 s     |
| 6.º | Wout Poels         | Team Sky              | + 2 min 39 s     |
| 7.º | Thibaut Pinot      | Groupama-FDJ          | + 2 min 46 s     |
| 8.º | Sam Oomen          | Team Sunweb           | + 2 min 58 s     |
| 9.º | Simon Clarke       | EF Education First    | + 3 min 03 s     |
| 10.º | Rui Alberto Costa  | UAE Team Emirates     | + 3 min 26 s     |

### 6.ª etapa
| Matelica - Jesi | etapa llana | (195 km) |

| \| Clasificación de la etapa \| Clasificación de la etapa \| Clasificación de la etapa \| Clasificación de la etapa \| Clasificación de la etapa \| \| Ciclista \| Ciclista \| Equipo \| Tiempo \| \| \| ------------------------- \| --------------------------- \| ------------------------- \| ------------------------- \| ------------------------- \| \| 1.º \| Julian Alaphilippe \| Deceuninck-Quick Step \| 4 h 42 min 11 s \| \| \| 2.º \| Davide Cimolai \| Israel Cycling Academy \| + 0 s \| \| \| 3.º \| Elia Viviani \| Deceuninck-Quick Step \| + 0 s \| \| \| 4.º \| Clément Venturini \| AG2R La Mondiale \| + 0 s \| \| \| 5.º \| Peter Sagan \| Bora-Hansgrohe \| + 0 s \| \| \| 6.º \| Maximiliano Richeze \| Deceuninck-Quick Step \| + 0 s \| \| \| 7.º \| Jens Keukeleire \| Lotto-Soudal \| + 0 s \| \| \| 8.º \| Greg Van Avermaet \| CCC Team \| + 0 s \| \| \| 9.º \| Reinardt Janse van Rensburg \| Dimension Data \| + 0 s \| \| \| 10.º \| Simone Consonni \| UAE Team Emirates \| + 0 s \| \| |                             |                        |                 |
| |                             |                        |                 |
| Fuente: ProCyclingStats |                             |                        |                 |
| Clasificación de la etapa |                             |                        |                 |
| Ciclista | Ciclista                    | Equipo                 | Tiempo          |
| 1.º | Julian Alaphilippe          | Deceuninck-Quick Step  | 4 h 42 min 11 s |
| 2.º | Davide Cimolai              | Israel Cycling Academy | + 0 s           |
| 3.º | Elia Viviani                | Deceuninck-Quick Step  | + 0 s           |
| 4.º | Clément Venturini           | AG2R La Mondiale       | + 0 s           |
| 5.º | Peter Sagan                 | Bora-Hansgrohe         | + 0 s           |
| 6.º | Maximiliano Richeze         | Deceuninck-Quick Step  | + 0 s           |
| 7.º | Jens Keukeleire             | Lotto-Soudal           | + 0 s           |
| 8.º | Greg Van Avermaet           | CCC Team               | + 0 s           |
| 9.º | Reinardt Janse van Rensburg | Dimension Data         | + 0 s           |
| 10.º | Simone Consonni             | UAE Team Emirates      | + 0 s           |

| \| Clasificación general \| Clasificación general \| Clasificación general \| Clasificación general \| Clasificación general \| \| Ciclista \| Ciclista \| Equipo \| Tiempo \| \| \| --------------------- \| --------------------- \| --------------------- \| --------------------- \| --------------------- \| \| 1.º \| Adam Yates \| Mitchelton-Scott \| 25 h 15 min 59 s \| \| \| 2.º \| Primož Roglič \| Team Jumbo-Visma \| + 25 s \| \| \| 3.º \| Jakob Fuglsang \| Astana \| + 35 s \| \| \| 4.º \| Tom Dumoulin \| Team Sunweb \| + 1 min 55 s \| \| \| 5.º \| Julian Alaphilippe \| Deceuninck-Quick Step \| + 2 min 24 s \| \| \| 6.º \| Wout Poels \| Team Sky \| + 2 min 39 s \| \| \| 7.º \| Thibaut Pinot \| Groupama-FDJ \| + 2 min 46 s \| \| \| 8.º \| Sam Oomen \| Team Sunweb \| + 2 min 58 s \| \| \| 9.º \| Simon Clarke \| EF Education First \| + 3 min 03 s \| \| \| 10.º \| Rui Alberto Costa \| UAE Team Emirates \| + 3 min 26 s \| \| |                    |                       |                  |
| |                    |                       |                  |
| Fuente: ProCyclingStats |                    |                       |                  |
| Clasificación general |                    |                       |                  |
| Ciclista | Ciclista           | Equipo                | Tiempo           |
| 1.º | Adam Yates         | Mitchelton-Scott      | 25 h 15 min 59 s |
| 2.º | Primož Roglič      | Team Jumbo-Visma      | + 25 s           |
| 3.º | Jakob Fuglsang     | Astana                | + 35 s           |
| 4.º | Tom Dumoulin       | Team Sunweb           | + 1 min 55 s     |
| 5.º | Julian Alaphilippe | Deceuninck-Quick Step | + 2 min 24 s     |
| 6.º | Wout Poels         | Team Sky              | + 2 min 39 s     |
| 7.º | Thibaut Pinot      | Groupama-FDJ          | + 2 min 46 s     |
| 8.º | Sam Oomen          | Team Sunweb           | + 2 min 58 s     |
| 9.º | Simon Clarke       | EF Education First    | + 3 min 03 s     |
| 10.º | Rui Alberto Costa  | UAE Team Emirates     | + 3 min 26 s     |

### 7.ª etapa
| San Benedetto del Tronto - San Benedetto del Tronto | contrarreloj individual | (10,5 km) |

| \| Clasificación de la etapa \| Clasificación de la etapa \| Clasificación de la etapa \| Clasificación de la etapa \| Clasificación de la etapa \| \| Ciclista \| Ciclista \| Equipo \| Tiempo \| \| \| ------------------------- \| ------------------------- \| ------------------------- \| ------------------------- \| ------------------------- \| \| 1.º \| Victor Campenaerts \| Lotto-Soudal \| 11 min 23 s \| \| \| 2.º \| Alberto Bettiol \| EF Education First \| + 3 s \| \| \| 3.º \| Jos van Emden \| Team Jumbo-Visma \| + 4 s \| \| \| 4.º \| Sebastian Langeveld \| EF Education First \| + 6 s \| \| \| 5.º \| Yves Lampaert \| Deceuninck-Quick Step \| + 7 s \| \| \| 6.º \| Mads Pedersen \| Trek-Segafredo \| + 8 s \| \| \| 7.º \| Tom Dumoulin \| Team Sunweb \| + 8 s \| \| \| 8.º \| Rohan Dennis \| Bahrain-Merida \| + 9 s \| \| \| 9.º \| Michael Hepburn \| Mitchelton-Scott \| + 11 s \| \| \| 10.º \| Filippo Ganna \| Team Sky \| + 12 s \| \| |                     |                       |             |
| |                     |                       |             |
| Fuente: ProCyclingStats |                     |                       |             |
| Clasificación de la etapa |                     |                       |             |
| Ciclista | Ciclista            | Equipo                | Tiempo      |
| 1.º | Victor Campenaerts  | Lotto-Soudal          | 11 min 23 s |
| 2.º | Alberto Bettiol     | EF Education First    | + 3 s       |
| 3.º | Jos van Emden       | Team Jumbo-Visma      | + 4 s       |
| 4.º | Sebastian Langeveld | EF Education First    | + 6 s       |
| 5.º | Yves Lampaert       | Deceuninck-Quick Step | + 7 s       |
| 6.º | Mads Pedersen       | Trek-Segafredo        | + 8 s       |
| 7.º | Tom Dumoulin        | Team Sunweb           | + 8 s       |
| 8.º | Rohan Dennis        | Bahrain-Merida        | + 9 s       |
| 9.º | Michael Hepburn     | Mitchelton-Scott      | + 11 s      |
| 10.º | Filippo Ganna       | Team Sky              | + 12 s      |

## Clasificaciones finales
- Las clasificaciones finalizaron de la siguiente forma:[3]

### Clasificación general
| \| Clasificación general \| Clasificación general \| Clasificación general \| Clasificación general \| Clasificación general \| \| Ciclista \| Ciclista \| Equipo \| Tiempo \| \| \| --------------------- \| --------------------- \| --------------------- \| --------------------- \| --------------------- \| \| 1.º \| Primož Roglič \| Team Jumbo-Visma \| 25 h 28 min 00 s \| \| \| 2.º \| Adam Yates \| Mitchelton-Scott \| + 1 s \| \| \| 3.º \| Jakob Fuglsang \| Astana \| + 30 s \| \| \| 4.º \| Tom Dumoulin \| Team Sunweb \| + 1 min 25 s \| \| \| 5.º \| Thibaut Pinot \| Groupama-FDJ \| + 2 min 32 s \| \| \| 6.º \| Julian Alaphilippe \| Deceuninck-Quick Step \| + 2 min 34 s \| \| \| 7.º \| Wout Poels \| Team Sky \| + 2 min 42 s \| \| \| 8.º \| Simon Clarke \| EF Education First \| + 3 min 01 s \| \| \| 9.º \| Sam Oomen \| Team Sunweb \| + 3 min 12 s \| \| \| 10.º \| Rui Alberto Costa \| UAE Team Emirates \| + 3 min 18 s \| \| |                    |                       |                  |
| |                    |                       |                  |
| Fuente: ProCyclingStats |                    |                       |                  |
| Clasificación general |                    |                       |                  |
| Ciclista | Ciclista           | Equipo                | Tiempo           |
| 1.º | Primož Roglič      | Team Jumbo-Visma      | 25 h 28 min 00 s |
| 2.º | Adam Yates         | Mitchelton-Scott      | + 1 s            |
| 3.º | Jakob Fuglsang     | Astana                | + 30 s           |
| 4.º | Tom Dumoulin       | Team Sunweb           | + 1 min 25 s     |
| 5.º | Thibaut Pinot      | Groupama-FDJ          | + 2 min 32 s     |
| 6.º | Julian Alaphilippe | Deceuninck-Quick Step | + 2 min 34 s     |
| 7.º | Wout Poels         | Team Sky              | + 2 min 42 s     |
| 8.º | Simon Clarke       | EF Education First    | + 3 min 01 s     |
| 9.º | Sam Oomen          | Team Sunweb           | + 3 min 12 s     |
| 10.º | Rui Alberto Costa  | UAE Team Emirates     | + 3 min 18 s     |

### Clasificación de la montaña
| Clasificación de la montaña | Clasificación de la montaña | Clasificación de la montaña   | Clasificación de la montaña | Clasificación de la montaña |
| Ciclista                    | Ciclista                    | Equipo                        | Puntos                      |                             |
| --------------------------- | --------------------------- | ----------------------------- | --------------------------- | --------------------------- |
| 1.º                         | Alexéi Lutsenko             | Astana                        | 35 pts                      |                             |
| 2.º                         | Jakob Fuglsang              | Astana                        | 34 pts                      |                             |
| 3.º                         | Adam Yates                  | Mitchelton-Scott              | 25 pts                      |                             |
| 4.º                         | Julian Alaphilippe          | Deceuninck-Quick Step         | 23 pts                      |                             |
| 5.º                         | Davide Gabburo              | Neri Sottoli-Selle Italia-KTM | 20 pts                      |                             |
| 6.º                         | Natnael Berhane             | Cofidis, Solutions Crédits    | 20 pts                      |                             |
| 7.º                         | Primož Roglič               | Team Jumbo-Visma              | 18 pts                      |                             |
| 8.º                         | Mads Pedersen               | Trek-Segafredo                | 14 pts                      |                             |
| 9.º                         | Sebastian Schönberger       | Neri Sottoli-Selle Italia-KTM | 12 pts                      |                             |
| 10.º                        | Giovanni Visconti           | Neri Sottoli-Selle Italia-KTM | 10 pts                      |                             |

### Clasificación de los puntos
| Clasificación por puntos | Clasificación por puntos | Clasificación por puntos | Clasificación por puntos | Clasificación por puntos |
| Ciclista                 | Ciclista                 | Equipo                   | Puntos                   |                          |
| ------------------------ | ------------------------ | ------------------------ | ------------------------ | ------------------------ |
| 1.º                      | Mirco Maestri            | Bardiani CSF             | 31 pts                   |                          |
| 2.º                      | Adam Yates               | Mitchelton-Scott         | 27 pts                   |                          |
| 3.º                      | Julian Alaphilippe       | Deceuninck-Quick Step    | 26 pts                   |                          |
| 4.º                      | Alberto Bettiol          | EF Education First       | 23 pts                   |                          |
| 5.º                      | Jakob Fuglsang           | Astana                   | 22 pts                   |                          |
| 6.º                      | Primož Roglič            | Team Jumbo-Visma         | 22 pts                   |                          |
| 7.º                      | Elia Viviani             | Deceuninck-Quick Step    | 20 pts                   |                          |
| 8.º                      | Alexéi Lutsenko          | Astana                   | 17 pts                   |                          |
| 9.º                      | Peter Sagan              | Bora-Hansgrohe           | 16 pts                   |                          |
| 10.º                     | Davide Cimolai           | Israel Cycling Academy   | 15 pts                   |                          |

### Clasificación de los jóvenes
| Clasificación del mejor joven | Clasificación del mejor joven | Clasificación del mejor joven | Clasificación del mejor joven | Clasificación del mejor joven |
| Ciclista                      | Ciclista                      | Equipo                        | Tiempo                        |                               |
| ----------------------------- | ----------------------------- | ----------------------------- | ----------------------------- | ----------------------------- |
| 1.º                           | Sam Oomen                     | Team Sunweb                   | 25 h 31 min 12 s              |                               |
| 2.º                           | Tiesj Benoot                  | Lotto-Soudal                  | + 25 s                        |                               |
| 3.º                           | Matej Mohorič                 | Bahrain-Merida                | + 1 min 50 s                  |                               |
| 4.º                           | Ruben Guerreiro               | Katusha-Alpecin               | + 5 min 03 s                  |                               |
| 5.º                           | Søren Kragh Andersen          | Team Sunweb                   | + 15 min 44 s                 |                               |
| 6.º                           | Simone Velasco                | Neri Sottoli-Selle Italia-KTM | + 15 min 51 s                 |                               |
| 7.º                           | Mads Pedersen                 | Trek-Segafredo                | + 24 min 01 s                 |                               |
| 8.º                           | Davide Ballerini              | Astana                        | + 25 min 52 s                 |                               |
| 9.º                           | Nicola Conci                  | Trek-Segafredo                | + 27 min 31 s                 |                               |
| 10.º                          | Kasper Asgreen                | Deceuninck-Quick Step         | + 29 min 08 s                 |                               |

### Clasificación por equipos
| Clasificación por equipos | Clasificación por equipos     | Clasificación por equipos | Clasificación por equipos |
| Equipo                    | Equipo                        | Tiempo                    |                           |
| ------------------------- | ----------------------------- | ------------------------- | ------------------------- |
| 1.º                       | EF Education First            | 75 h 51 min 29 s          |                           |
| 2.º                       | Trek-Segafredo                | + 2 min 30 s              |                           |
| 3.º                       | Team Sunweb                   | + 6 min 09 s              |                           |
| 4.º                       | Lotto Soudal                  | + 9 min 14 s              |                           |
| 5.º                       | Astana                        | + 13 min 27 s             |                           |
| 6.º                       | Movistar Team                 | + 18 min 57 s             |                           |
| 7.º                       | Neri Sottoli-Selle Italia-KTM | + 19 min 22 s             |                           |
| 8.º                       | Bahrain-Merida                | + 23 min 10 s             |                           |
| 9.º                       | CCC Team                      | + 23 min 48 s             |                           |
| 10.º                      | Team Jumbo-Visma              | + 25 min 18 s             |                           |

## Evolución de las clasificaciones
| Etapa                   | Vencedor                | Clasificación general | Clasificación de la montaña | Clasificación de los puntos | Clasificación de los jóvenes | Clasificación por equipos |
| ----------------------- | ----------------------- | --------------------- | --------------------------- | --------------------------- | ---------------------------- | ------------------------- |
| 1.ª                     | Mitchelton-Scott        | Michael Hepburn       | No se entregó               | No se entregó               | Laurens De Plus              | Mitchelton-Scott          |
| 2.ª                     | Julian Alaphilippe      | Adam Yates            | Julian Alaphilippe          | Julian Alaphilippe          | Laurens De Plus              | Jumbo-Visma               |
| 3.ª                     | Elia Viviani            | Adam Yates            | Natnael Berhane             | Mirco Maestri               | Laurens De Plus              | Jumbo-Visma               |
| 4.ª                     | Alexey Lutsenko         | Adam Yates            | Alexey Lutsenko             | Mirco Maestri               | Sam Oomen                    | EF Education First        |
| 5.ª                     | Jakob Fuglsang          | Adam Yates            | Alexey Lutsenko             | Adam Yates                  | Sam Oomen                    | EF Education First        |
| 6.ª                     | Julian Alaphilippe      | Adam Yates            | Alexey Lutsenko             | Mirco Maestri               | Sam Oomen                    | EF Education First        |
| 7.ª                     | Victor Campenaerts      | Primož Roglič         | Alexey Lutsenko             | Mirco Maestri               | Sam Oomen                    | EF Education First        |
| Clasificaciones finales | Clasificaciones finales | Primož Roglič         | Alexey Lutsenko             | Mirco Maestri               | Sam Oomen                    | EF Education First        |

## Ciclistas participantes y posiciones finales
Convenciones:
- AB-N: Abandono en la etapa "N"
- FLT-N: Retiro por llegada fuera del límite de tiempo en la etapa "N"
- NTS-N: No tomó la salida para la etapa "N"
- DES-N: Descalificado o expulsado en la etapa "N"

## UCI World Ranking
La Tirreno-Adriático otorgó puntos para el UCI World Ranking para corredores de los equipos en las categorías UCI WorldTeam, Profesional Continental y Equipos Continentales. Las siguientes tablas son el baremo de puntuación y los 10 corredores que obtuvieron más puntos:
| Posición              | 1.º | 2.º | 3.º | 4.º | 5.º | 6.º | 7.º | 8.º | 9.º | 10.º | 11.º | 12.º | 13.º | 14.º | 15.º | 16.º-20.º | 21.º-30.º | 31.º-50.º | 51.º-55.º | 56.º-60.º |
| Clasificación general | 500 | 400 | 325 | 275 | 225 | 175 | 150 | 125 | 100 | 85   | 70   | 60   | 50   | 40   | 35   | 30        | 20        | 10        | 5         | 3         |
| Por etapa             | 60  | 25  | 10  |     |     |     |     |     |     |      |      |      |      |      |      |           |           |           |           |           |
| Líder                 | 10  |     |     |     |     |     |     |     |     |      |      |      |      |      |      |           |           |           |           |           |

| Clasificación |                    |                       |         |       |       |        |
| Ciclista      | Ciclista           | Equipo                | General | Etapa | Líder | Total  |
| ------------- | ------------------ | --------------------- | ------- | ----- | ----- | ------ |
| 1.º           | Primož Roglič      | Jumbo-Visma           | 500     | 38,57 | -     | 538,57 |
| 2.º           | Adam Yates         | Mitchelton-Scott      | 400     | 43,57 | 50    | 493,57 |
| 3.º           | Jakob Fuglsang     | Astana                | 325     | 60    | -     | 385    |
| 4.º           | Julian Alaphilippe | Deceuninck-Quick Step | 175     | 120   | -     | 295    |
| 5.º           | Tom Dumoulin       | Sunweb                | 275     | 1,43  | -     | 276,43 |
| 6.º           | Thibaut Pinot      | Groupama-FDJ          | 225     | -     | -     | 225    |
| 7.º           | Wout Poels         | Sky                   | 150     | -     | -     | 150    |
| 8.º           | Simon Clarke       | EF Education First    | 125     | -     | -     | 125    |
| 9.º           | Alexey Lutsenko    | Astana                | 50      | 60    | -     | 110    |
| 10.º          | Alberto Bettiol    | EF Education First    | 70      | 35    | -     | 105    |